# Павел II Константинополски
 Тази статия е за константинополския патриарх.  За римския папа с това име вижте Павел II.  
Павел II е константинополски патриарх от 641 до 653 година. Той поема регентството на византийския император Констанс II след поредната криза през 641 година.